# Gelasma fuscifimbria
Gelasma fuscifimbria är en fjärilsart som beskrevs av Louis Beethoven Prout 1911. Gelasma fuscifimbria ingår i släktet Gelasma och familjen mätare. Inga underarter finns listade i Catalogue of Life.